# Eutanyacra jucunda
Eutanyacra jucunda är en stekelart som först beskrevs av Joseph Kriechbaumer 1882.  Eutanyacra jucunda ingår i släktet Eutanyacra och familjen brokparasitsteklar. Inga underarter finns listade i Catalogue of Life.